# 딸꾹질

딸꾹질(hiccup, singultus)은 횡격막이 경련수축을 일으켜서 성문(聲門)이 열리고 성대가 닫혀 특징적인 소리를 내는 현상을 말한다. 딸꾹질은 짧고, 날카롭고, 매우 갑작스러운 호흡이다.

## 원인
횡격막이 수축하는 것은 움직임을 조절하는 신경이 자극을 받았기 때문인데, 어떤 자극이 이러한 작용을 하게 하는지 정확히 알 수 없다. 대부분은 갑자기 생긴 변화로 인해 하게 되는데, 건강한 일반인의 경우에는 긴장했을 때나 매운 음식을 먹었을 때, 음식을 급하게 섭취했을 때, 추운 곳에 오래 서있을 때 등의 상황에서 나타날 수 있다. 또한 급성 전염병, 알코올 중독, 니코틴 중독, 요독중, 뇌막염에 의해 유발되기도 하기 때문에 이유없이 정도가 심하고 오래 지속될 경우에는 질환이 있는 경우가 있기 때문에 위험할 수 있다. 생후 1~2개월의 신생아에게 나타나는 딸꾹질은 매우 작은 자극이 원인이 될 수 있다.

## 치료법
30분 정도 지속될 경우는 해가 없기 때문에 괜찮고, 민간요법으로도 충분히 멈출 수 있다. 일반적으로 놀래거나 혀를 잡아당기거나, 차가운 물을 먹거나 해서 멈추는 방법을 많이 사용하고 있는데, 이것 말고도 여러 가지 방법이 있다. 생활 속에서 간단히 대처 할 수 있는 방법으로는 종이 주머니를 입에 대고 숨쉬는 것, 설탕을 티스푼으로 한스푼 가득 먹는 것, 손가락을 양쪽 귀에 넣는 것, 무릎을 가슴쪽으로 끌어 당겨 안는 것, 목젖 부위를 면봉이나 숟가락 부위로 자극하는 것, 잘게 간 얼음을 씹어 먹는 것, 물을 천천히 마시는 것등이 있다. 또한 감꼭지나 마늘, 인삼, 당귀, 콩기름, 달걀, 귤껍질, 끼무릇 생강 참대 껍질, 마황, 황기, 밀쭉정이, 돼지염통, 감초 등의 약재를 각각의 방법을 통해 먹으면 나아진다. 뜸치료나 수기치료, 운동치료(호흡법)을 이용한 치료방법도 있다. 신생아의 딸꾹질을 멈추기 위해서는 마실 것을 주거나, 발바닥을 때려서 울린 뒤 관심을 다른 데로 돌리면 멈춘다. 하지만 어떤 연령대이든 민간요법을 사용해도 멈추지 않고 딸꾹질이 계속되면 병원에 가야 한다. 심할 경우에는 배가 심하게 아프고 소리가 매우 큰데 생명에 위협을 줄 수 있다. 병원에서는 위세척이나 이산화탄소 흡입, 진경약(鎭痙藥) 복용, 비타캄파 비타민 B1의 정맥주사 등으로 치료할 수 있다.

## 같이 보기
- 기침